# Micro Machines (игра, 1991)
Micro Machines — мультиплатформенная видеоигра в жанре аркадные автогонки. Является первой частью серии игр Micro Machines. Galoob и Codemasters выпустила игру на NES без одобрения Nintendo.

## Игровой процесс
Micro Machines — гоночная игра с видом сверху вниз с миниатюрными машинками. Гоночные трассы выполнены в нетрадиционной тематике. Например, некоторые трассы пролегают на бильярдном столе, а другие — в саду. Трассы имеют предопределённый путь, по которому гонщики должны следовать — если игрок покидает заданный маршрут на слишком долгое время, они перемещается обратно на трассу. На многих трассах есть препятствия, такие как коробки с сухим завтраком на кухонных столах, и точилки для карандашей на рабочих столах.
Как и в последующих играх серии, игрок на гоночном болиде перемещается по различным трассам; основная задача на уровнях — прийти к финишу первым. Противников-гонщиков может быть от одного до нескольких (2—3 болида). На дороге встречаются разнообразные препятствия, влияющие на скорость, а также трамплины.

## Оценки
| Сводный рейтинг | Сводный рейтинг |
| Агрегатор       | Оценка          |
| --------------- | --------------- |
| GameRankings    | 63,47 %         |